# Duncan (Mississippi)
Duncan é uma cidade  localizada no estado americano de Mississippi, no Condado de Bolivar.

## Demografia
Segundo o censo americano de 2000, a sua população era de 578 habitantes.
Em 2000, foi estimada uma população de 564, um decréscimo de 14 (-2.4%).

## Geografia
De acordo com o United States Census Bureau tem uma área de
2,4 km², dos quais 2,4 km² cobertos por terra e 0,0 km² cobertos por água. Duncan localiza-se a aproximadamente 47 m acima do nível do mar.

## Localidades na vizinhança
O diagrama seguinte representa as localidades num raio de 24 km ao redor de Duncan.